# Five Nights at Freddy's (film)
Pour l’article homonyme, voir Five Nights at Freddy's.
Série
Five Nights at Freddy's 2
(2025)
Pour plus de détails, voir Fiche technique et Distribution.
Five Nights at Freddy's ou Cinq nuits chez Freddy au Québec est un film d'horreur et thriller américain réalisé par Emma Tammi, sorti en 2023.
Il s'agit d'une adaptation des jeux vidéo du même nom créés par Scott Cawthon. Le scénario est le fruit d'une collaboration entre Emma Tammi et Seth Cuddeback. Le film se concentre principalement sur le premier jeu, tout en incorporant des éléments de la franchise qui ont été introduits par la suite.
Five Nights at Freddy's est simultanément distribué en salles ainsi qu'en streaming sur Peacock aux États-Unis le 27 octobre 2023, puis le 23 novembre 2023 en salles en France par Universal Pictures.

## Synopsis
Michael « Mike » Schmidt est un jeune homme troublé par la disparition de son petit frère Garrett qui a eu lieu des années plus tôt. Le ravisseur et Garrett n'ont jamais été retrouvés après que le petit garçon fut emmené dans une voiture lorsque lui et sa famille faisaient du camping, et Mike revit cette situation régulièrement dans ses rêves. Aujourd'hui, le jeune homme a beaucoup de mal à conserver un emploi et est sur le point de se faire expulser de sa maison. Puisque ses parents sont tous les deux décédés, Mike a la garde de sa petite sœur, Abby, qui communique très peu avec lui et les autres camarades de son âge, préférant dessiner. Alors que leur tante Jane méprise ouvertement Mike et souhaite lui retirer la garde de sa sœur, Mike doit à tout prix trouver un emploi et le garder, après avoir perdu son précédent emploi. Son conseiller, Steve Raglan, lui propose alors un poste d'agent de sécurité de nuit chez Freddy Fazbear's Pizzeria, un restaurant axé sur le divertissement familial ayant connu un fort succès dans les années 1980. Initialement réticent à travailler de nuit, il finit par accepter, sachant la garde de sa sœur compromise. Comme d'habitude, il confie sa sœur à sa baby-sitter, Maxine, pendant qu’il part travailler.
Après une nuit passée, Mike rencontre Vanessa, une jeune policière, qui vient le voir directement sur son lieu de travail. Elle lui apprend qu’il y a des années, la pizzeria a fermé définitivement ses portes après la mystérieuse disparition de plusieurs enfants. Après quelques nuits, Mike finit par se rendre compte que ce travail d’agent de sécurité de nuit n’est pas aussi simple qu'il le pensait : au cours de la nuit, les quatre mascottes animatroniques du restaurant — Freddy Fazbear, Bonnie, Chica, Foxy et Mr. Cupcake — semblent prendre vie, se déplaçant seules dans la pizzeria après minuit (mais Mike ne s’en rend pas compte dans un premier temps). Par ailleurs, la tante de Mike, prête à tout pour récupérer la garde d’Abby, a engagé le frère de Maxine et cette dernière afin de faire tomber le grand-frère pour faire profit de la situation et récupérer ainsi la petite fille. Tante Jane passe donc un nouvel accord avec Maxine et son frère pour que ce dernier saccage le lieu de travail de Mike en plein jour, pour que ce dernier perde son emploi et donc la garde de sa sœur.
Maxine, accompagnée de son frère et de deux autres complices, réussissent à pénétrer dans la pizzeria. Tandis que les trois brutes commencent à tout détruire et à voler des biens dans la pizzeria, leur présence a "réveillé" les animatroniques, qui les tuent les uns après les autres. L'un des acolytes se fait arracher le visage par Mr. Cupcake dans la cuisine, le deuxième, témoin du meurtre de son compagnon, se réfugie dans un placard, mais se fait coincer par Bonnie. Le frère de Maxine, qui observe les évènements depuis les caméras du bureau, essaye à son tour de s'enfuir. Malheureusement pour lui, la porte de sortie est coincée et finit par se retrouver face à Foxy, qui se rue sur lui et met fin à ses jours. Maxine, ne voyant pas son frère et ses complices revenir, se fait attirer par un petit garçon, qui l'incite à voir ce qui se trouve au fond de la bouche de l’animatronique Freddy. Alors que la jeune fille observe de plus près la bouche de l’ours, un bras d'enfant sort de celle-ci et agrippe sa tête en l’entraînant à l’intérieur. La mâchoire du robot se referme sur Maxine, qui finit la tête tranchée.
Lorsqu’il rentre chez lui, Mike revit sans relâche l'enlèvement de son petit frère Garrett dans ses rêves en s'aidant d'images et de bruits familiers du lieu de l'enlèvement (dans son cas, un camping dans une forêt du Nebraska). Mais, une fois à la pizzeria, lorsqu'il finit par s’endormir, ses rêves deviennent plus clairs et précis. Dans ses différentes visions, il "rencontre" cinq enfants, qui ne lui disent rien et restent debout, sans aucune émotions. Ils finissent par partir en courant, au bout de quelques secondes, après que Mike leur demande qui a enlevé son frère (il finit souvent blessé dans son sommeil à la suite de sa rencontre avec ces derniers).
Une nuit, n’ayant aucun nouvelle de Maxine, Mike est contraint d’emmener Abby avec lui sur son lieu de travail pour ne pas la laisser seule. Alors que Mike s’endort de nouveau, Abby est attirée par des voix d’enfants l’entraînant vers la salle où sont exposés les différents animatroniques. Mike se réveille subitement après avoir entendu Abby crier et panique lorsqu’il ne la voit plus dans son bureau. Il finit par la retrouver entourée des animatroniques de la pizzeria, avec qui elle a commencé à se lier d’amitié. Bien qu’ayant du mal à comprendre la situation dans laquelle il vit, Mike comprend au fur et à mesure de ses recherches (grâce à ses rêves et surtout grâce aux explications de Vanessa), que les esprits des cinq enfants disparus de la pizzeria habitent chaque animatronique. Lors d’une soirée passée avec les robots, Vanessa explique à Mike le fonctionnement des « springlocks », des exosquelettes extrêmement sensibles, destinés à être portés par des humains sous un costume d’animatronique, mais qui se referment sur leur porteur au moindre mouvement brusque.
Durant un énième rêve, Mike apprend que ses rêves sur l'enlèvement de son frère sont tous liés aux disparitions des enfants de la pizzeria. Lors d’une nouvelle rencontre avec cette fois-ci un seul enfant, celui-ci informe Mike de l'apparence d’un mystérieux "lapin jaune" (qui serait en lien avec la disparition de Garrett), en échange de sa petite sœur Abby, ce qu’il accepte avant de finalement se résigner et se retrouve sévèrement blessé par les enfants-animatroniques.
Pendant que Mike tente de découvrir l’identité du « lapin jaune », un animatronique jaune ressemblant à Freddy (sévèrement abîmé et en état de décomposition) vient récupérer Abby chez elle, tuant au passage sa tante Jane venue la garder (après qu’Abby eut un accident sur le lieu de travail de Mike plusieurs heures plus tôt). Le mystérieux Freddy la ramène à la pizzeria, puis disparaît sans explication en la laissant en compagnie de ses amis animatroniques.
Mike découvre avec effroi que sa sœur a disparu et la recherche dans tout le restaurant. Après que Mike a été retrouvé et soigné par Vanessa, cette dernière est contrainte par le jeune homme de lui révéler la vérité sur la pizzeria et les disparitions qui ont suivi.
Vanessa révèle alors le plan des animatroniques du restaurant : tuer Abby pour que son âme hante l'un de ces costumes, tout comme eux. Mais elle avoue également autre chose : les animatroniques ne font pas cela uniquement pour garder Abby près d’eux. Ces derniers sont contrôlés par un homme du nom de William Afton, qui se révèle être à la fois le tueur en série de chacun des enfants disparus de la pizzeria et de Garrett, le petit frère de Mike, mais qui se révèle aussi être le père de Vanessa (qui par ailleurs semble vraiment le craindre). Vanessa avoue également que pour continuer ses crimes, William Afton communique avec les animatroniques via des dessins (la manière la plus simple pour communiquer avec eux), et ainsi les obligent à tuer sans qu’il ne doive forcément se salir les mains. Mike apprend également une autre vérité effroyable sur les animatroniques : ces derniers renferment à la fois l’âme et le corps de chaque enfant disparu, William Afton ayant caché ses différents crimes dans les animatroniques pour ne jamais se faire débusquer. Les enfants ne se souvenant rien de leur mort, ils sont donc manipulés par William Afton, qui continue de sévir en attirant des personnes en recherche d’emploi dans son restaurant pour les éliminer un par un.
Terrifié par cette annonce mais plus que désireux de sauver sa sœur, il supplie Vanessa de l’aider à sauver Abby et à combattre son père. Mais la policière, trop apeurée à l’idée d’affronter ce dernier, refuse de l’accompagner. Elle l’aide néanmoins à s’équiper pour lutter contre les animatroniques et sauver ainsi sa sœur.
Grâce à son aide, Mike parvient in extremis à sauver Abby d’une mort certaine alors qu’elle était sur le point d’être poussée et tuée dans un exosquelette d’animatronique par Chica. Mais alors que le duo fraternel est sur le point de s’enfuir de la pizzeria, une silhouette surgit dans l’ombre.
William Afton, qui se révèle être Steve Raglan (le pseudo conseiller de Mike), arrive déguisé en lapin jaune et couteau en main pour tuer le jeune homme. Le tueur en série, en lisant le dossier de Mike, a compris le lien de parenté de son « client » avec Garrett, sa précédente victime ainsi que son témoignage lors de l’enlèvement du petit garçon il y a des années. Désirant se débarrasser de lui pour de bon, il est interrompu par Vanessa, qui décide de lui tenir tête bien qu’il la dénigre et la maltraite psychologiquement. Cette dernière tient bon face à son père et finit même par lui tirer dessus, sans que cela ne fasse grand effet sur lui (le costume le protégeant). Elle finit par être poignardée par Afton, tandis que Mike profite de cette occasion pour demander à Abby de rétablir la vérité aux animatroniques à travers un nouveau dessin racontant leur mort provoquée par Afton, qu’elle exécute. Les cinq esprits des enfants finissent ainsi par retrouver leur mémoire, et encerclent William Afton pour l’affronter. Ce dernier, les maltraitant également moralement, se fait mordre par Mr. Cupcake et se retrouve gravement blessé par l’exosquelette de son costume qui se referme sur lui, le conduisant doucement mais sûrement vers une mort certaine, bien que le tueur affirme qu’il « revient toujours ». Alors que les animatroniques partent au fond de la pizzeria avec Afton pour s’occuper de lui, Mike et Abby récupèrent Vanessa grièvement blessée et fuient la pizzeria (qui se dégrade d’elle-même) pour l’hôpital afin de soigner la policière, bien qu’elle se retrouve dans le coma.
Quelques jours plus tard, la vie reprend son cours pour Mike et Abby. Cette dernière s’est mise à davantage socialiser avec Mike et ses camarades, bien qu’elle reste désireuse de retourner à la pizzeria abandonnée pour retrouver ses amis animatroniques. Mike affirme cependant qu’ils retourneront les voir, mais pas toute de suite…
Une scène post-générique montre William Afton agonisant dans la pizzeria et tendant une main vers l’esprit d’un des enfants le regardant agoniser (sûrement l’esprit de Golden Freddy), mais fermant la porte de la salle où sévit Afton.
Vers la fin des crédits, un message est subtilement énuméré par une voix inconnue et mystérieuse, demandant à ce qu’elle soit trouvée (le message s’épelant « COME FIND ME » qui veut dire «REJOINS MOI»)…

## Fiche technique
Sauf indication contraire, les informations mentionnées dans cette section peuvent être confirmées par la base de données cinématographiques IMDb,  présente dans la section « Liens externes ».
- Titre original et français : Five Nights at Freddy's
- Titre québécois : Cinq Nuits chez Freddy
- Titre de travail : Bad Cupcake
- Réalisation : Emma Tammi
- Scénario : Scott Cawthon, Emma Tammi et Seth Cuddeback, d'après la série de jeux vidéo Five Nights at Freddy's
- Musique : The Newton Brothers et The Living Tombstone (générique de fin)
- Direction artistique : Mark A. Terry
- Décors : Marc Fisichella
- Costumes : Natalie O'Brien
- Photographie : Lyn Moncrief
- Montage : n/a
- Production : Jason Blum et Scott Cawthon

Producteurs délégués : Russell Binder, Beatriz Sequeira et Christopher H. Warne
- Sociétés de production : Blumhouse Productions et Striker Entertainment
- Société de distribution : Universal Pictures (États-Unis)
- Budget : 20 millions de dollars[réf. nécessaire]
- Pays de production :  États-Unis
- Langue originale : anglais
- Format : couleur
- Genre : horreur, fantastique, thriller
- Durée : 100 minutes
- Dates de sortie[1] :
  - États-Unis : 27 octobre 2023 (au cinéma et sur Peacock)
  - Canada : 27 octobre 2023 (au cinéma)
  - Belgique : 1er novembre 2023 (au cinéma)
  - France : 8 novembre 2023[1] (au cinéma)
- Classification :
  - États-Unis : PG-13 (les enfants de moins de 13 ans doivent être accompagnées d’un adulte - Accord parental)[2]
  - France : Interdit aux moins de 12 ans lors de sa sortie en salles[3]
  - Canada : 14A (les enfants de moins de 14 ans doivent être accompagnés d’un adulte)[2]
  - Québec : 13 ans et plus[4]

## Distribution
- Josh Hutcherson (VFB : Maxime Van Santfoort ; VQ : Xavier Dolan) : Michael "Mike" Schmidt
- Piper Rubio (VFB : Nina Ringelheim ; VQ : Emma Bao Linh Tourné) : Abby "Ab" Schmidt
- Elizabeth Lail (VFB : Claire Tefnin ; VQ : Stéfanie Dolan) : Vanessa Shelly (Monroe / Afton)
- Matthew Lillard (VFB : Franck Dacquin ; VQ : François Godin) : Steve Raglan / William Afton
- Mary Stuart Masterson (VFB : France Bastoen ; VQ : Chantal Baril) : Tante Jane
- Kat Conner Sterling (VFB : Marie Braam ; VQ : Ludivine Reding) : Maxine "Max", babysitter d'Abby
- David Lind (VFB : Grégory Praet ; VQ : Louis Lacombe-Petrowski) : Jeff, le frère de Maxine
- Michael P. Sullivan : Doug, l'avocat de Jane
- Christian Stokes (VFB : Pierre Bodson) : Hank, complice de Jeff
- Joseph Poliquin (VFB : Brieuc Lemaire) : Carl, complice de Jeff
- Tadasay Young (VFB : Valérie Muzzi ; VQ : Marie-Evelyne Lessard) : Dr Lillian, la psy d'Abby
- Theodus Crane : Jeremiah
- Emma Jo Tassin : Vanessa enfant
- Wyatt Parker : Mike Schmidt enfant
- Lucas Grant : Garrett Schmidt
- Bailey Winston (VQ : Lauriane S. Thibodeau) : Kim
- Cory "CoryxKenshin" Williams : le chauffeur de taxi (caméo)
- Matthew "MatPat" Patrick : le serveur de Sparky's (caméo)

Capture de mouvement
- Kevin Foster : Freddy Fazbear
- Jade Kindar-Martin : Bonnie
- Jessica Weiss : Chica
- Roger Joseph Manning Jr. : Foxy

Sources : VF/VQ[réf. nécessaire]

## Production

### Genèse et développement
En avril 2015, le studio Warner Bros. annonce avoir acquis les droits d'adaptation de la série de jeux vidéo Five Nights at Freddy's. Les producteurs Roy Lee, David Katzenberg et Seth Grahame-Smith sont alors liés à ce projet. Seth Grahame-Smith explique qu'ils collaborent avec le créateur Scott Cawthon « pour faire un film fou, terrifiant et étrangement adorable. » En juillet 2015, Gil Kenan signe pour réaliser le film et pour coécrire le scénario avec Tyler Burton Smith.
En janvier 2017, le créateur Scott Cawthon cite des « problèmes au sein de l'industrie cinématographique dans son ensemble » qui engendrent plusieurs retards et barrages au projet, qui est alors « de retour à la case départ ». Il ajoute cependant : « Je suis impliqué dans le film depuis le premier jour cette fois, et c'est quelque chose d'extrêmement important pour moi. Je veux que ce film soit quelque chose que j'ai hâte que les fans voient. » En mars 2017, il publie sur Twitter une photographie prise chez Blumhouse Productions pour annoncer que la société va produire le film. En juin 2017, Gil Kenan précise qu'il n'est plus lié au projet comme réalisateur, depuis le retrait de Warner Bros.
En février 2018, Chris Columbus est annoncé comme réalisateur et scénariste du film, dont la production est assurée par Jason Blum et Scott Cawthon. En août 2018, Scott Cawthon annonce avoir achevé une première ébauche de script avec Kira Breed-Wrisley, avec laquelle il avait notamment coécrit des romans dérivés de la franchise. Le producteur Jason Blum annonce alors une sortie pour 2020. En novembre de la même année, Scott Cawthon annonce qu'il a finalement abandonné son scénario pour explorer de nouvelles idées, ce qui retarde à nouveau le projet.
En septembre 2021, Jason Blum rapporte que Chris Columbus n'est plus lié au projet, qui demeure en développement. En août 2022, le producteur révèle que Jim Henson's Creature Shop va concevoir les animatroniques du film.
En octobre 2022, Emma Tammi est annoncée à la réalisation, en plus de participer à l'écriture du scénario avec Scott Cawthon et Seth Cuddeback.

### Attribution des rôles
En décembre 2022, Josh Hutcherson et Matthew Lillard rejoignent le film dans des rôles non précisés. Il est ensuite révélé qu'ils incarneront respectivement Mike Schmidt et William Afton. Les actrices Mary Stuart Masterson et Piper Rubio rejoignent ensuite elles aussi le film.
En mars 2023, Kat Conner Sterling et Elizabeth Lail sont annoncées,.
Le vidéaste américain Markiplier, qui a fait de nombreuses vidéos sur les jeux FNAF sur sa chaîne YouTube, devait apparaître en tant que caméo dans le film, cependant, il n'a pas pu rejoindre le tournage en raison de conflit d'emploi du temps, Markiplier étant à ce moment-là en train de travailler sur son propre film, Iron Lung.

### Tournage
Le tournage débute en février 2023 à La Nouvelle-Orléans sous le faux titre Bad Cupcake. Il se déroulent dans d'autres villes et localités de Louisiane (LaPlace, Covington, Terrytown, Metairie, Chalmette) ainsi qu'à New York. Il s'achève le 3 avril 2023,.

## Sortie et accueil
Aux États-Unis, le film sort le 27 octobre et reçoit des critiques globalement négatives de la part des médias qui qualifient le film de décevant. Sur Rotten Tomatoes, le score du film n'est que de 30 %.
Le film sort le 8 novembre en France et le 1er novembre en Belgique, et les médias émettent aussi des réserves quant à la qualité du film. Qualifié d'ennui par Première.
Malgré ces critiques, le film rencontre un immense succès au box office. Aux États-Unis et au Canada, le film a engendré 137,2 millions de dollars, et 156,5 millions de dollars dans le reste du monde, soit un total de 293,7 millions de dollars. En France, le film a fait 493 993 entrées la première semaine de parution, le cumul du nombre d'entrées du 8 novembre 2023 jusqu'au 13 décembre 2023 est de 841 452.
Le film sera le meilleur démarrage de film d'horreur en 2023 lors du week-end de sa sortie, le meilleur démarrage du studio Blumhouse (surpassant Halloween) et le second meilleur démarrage de film de jeux vidéos derrière le film The Super Mario Bros.,,. Après 7 week-ends de parution, le film surpassera le résultat au box office de 278 millions de $ de Split, faisant de Five Nights at Freddy's le film de Blumhouse avec le meilleur résultat au box office.

## Projet de suite
En novembre 2023, à la suite des bons retours sur le film et de l'engouement des fans, une suite est annoncée par la réalisatrice, la production de cette suite devrait démarrer courant 2024. Le 20 février 2024, il est annoncé que cette suite entrera en tournage le 1er juillet. Quelques semaines plus tard, le tournage de cette suite a été repoussé à l'automne 2024, pour une sortie en salles le 5 décembre 2025.